# Vejiga hiperactiva
Se conoce como síndrome de vejiga hiperactiva (SVH) al síndrome clínico caracterizado por urgencia y aumento en la frecuencia urinaria diurna, episodios de nocturia, con presencia o no de incontinencia urinaria de urgencia, en el contexto de un trastorno neurológico con al menos parte del sentido intacto y en ausencia de infección del tracto urinario u otra patología obvia.

## Antecedentes
Las causas del SVH, como ocurre con muchos trastornos de la vejiga, son multifactoriales y no se comprenden por completo. Las funciones primarias del tracto urinario inferior son el almacenamiento y la evacuación de la orina. La vejiga y el ciclo de micción se encuentran bajo un complejo control neuronal que involucra tanto al sistema nervioso simpático como al parasimpático.
En ausencia de patologías, conforme la vejiga se llena, en respuesta a la activación de receptores adrenérgicos y muscarínicos en el músculo de la vejiga y la detección de estímulos químicos por receptores dentro del revestimiento de la vejiga, el esfínter interno cierra el cuello vesical y se mandan señales a la médula, a través de los nervios pélvico e hipogástrico, para que mediante un arco reflejo se produzca la micción. Estas señales también llegan al cerebro que puede retener la micción durante un tiempo hasta que se presenten circunstancias idóneas, gracias a la contracción del esfínter uretral externo controlado por el nervio pudendo.
En el momento de la micción se devuelve una señal al detrusor (o músculo liso de la vejiga) y al esfínter uretral interno a través de las neuronas eferentes de los nervios hipogástrico y pélvico para que se contraigan y así la orina sea expulsada. 

## Posibles causas
Las causas de la Vejiga Hiperactiva recogidas en bibliografía son diversas y se resumen a continuación:
- Daños en el cerebro, la médula espinal o nervios provocados por diferentes patologías (derrames cerebrales, esclerosis múltiple, etc.) pueden producir una desensibilización del aparato urinario.[8][9]

- El parto vaginal ha sido definido como una posible causa de alteración en el tracto urinario inferior de las mujeres.[8]
- La Diabetes miellitus está asociada a mayores volúmenes de micción,  hiperactividad del detrusor, isquemia pélvica y disfunción urotelial.[9]
- La edad se considera un factor de riesgo, aumentándose el mismo después de la menopausia en mujeres (debido a la disminución de las hormonas estrógenos y progesterona) y si existen problemas de hiperplasia prostática benigna en hombres, (ya que el agrandamiento de este órgano obstruye la salida de la orina).[9]En edades avanzadas se reducen además el número de receptores muscarínicos - en lo que respecta a la OAB, los M3-, desensibilizando a la vejiga ante los impulsos nerviosos.[10]
- También se ha observado una relación de OAB con la presencia de obesidad, arteroesclerosis, hipertensión, consumo de nicotina e hiperlipidemia, debido al incremento de la oxidación e inflamación sistémica, que pueden conducir a isquemia y disfunción urotelial.[8][9]
- Alteraciones en la microbiota urinaria, depresión, ansiedad y alteraciones de la función gastrointestinal se creen posibles desencadenantes de la OAB, aunque aún se desconocen exactamente los mecanismos involucrados.[8]

## Signos y síntomas
La disfunción de vejiga neurógena o miogénica puede provocar síntomas de urgencia, frecuencia e incontinencia urinaria que caracterizan al SVH. Las consecuencias de esta condición son de gran alcance e incluyen consecuencias médicas directas y estrategias de afrontamiento que afectan negativamente la calidad de vida.
Se ha descrito un aumento del 138% de riesgo de infecciones del tracto urinario con la sobreprescripción de antibióticos asociada a este hecho. También existen problemas asociados a la medicación, (síndrome normalmente tratado con antimuscarínicos como se detalla a continuación), tales como riesgo de caídas o daños emocionales y psicológicos (miedo, vergüenza, trastornos en la vida social normal como disminución de sueño, ansiedad, baja autoestima) que conducen en muchas ocasiones a depresión y pérdida de adherencia a los tratamientos.

## Prevalencia
La prevalencia se ha reportado en un 17%, sin embargo, se sabe que incrementa con la edad, afectando hasta el 25% de mujeres mayores de 65 años y hasta el 80% en ancianos. Alrededor de 50 a 100 millones de personas en todo el mundo padecen vejiga hiperactiva, no obstante, más del 90% de los casos no tiene causa aparente.
Según un estudio, las mujeres de 65 años o más, caucásicas, poseen más riesgo de poliuria nocturna y síntomas de vejiga hiperactiva.

## Tratamiento

### No farmacológico
El manejo de la vejiga hiperactiva idiopática debe comenzar con reeducación de la vejiga cuyo objetivo es poder incrementar el tiempo de intervalo entre la micción e intentar eliminar los episodios de urgencia,acompañado de ejercicios  para fortalecer la musculatura pélvica, y la pérdida de peso en caso de obesidad.

### Farmacológico
Los fármacos empleados en el tratamiento de la vejiga hiperactiva idiopática en mujeres son los anticolinérgicos, siendo la oxibutinina y la tolterodina los que han demostrado mayor efectividad al bloquear el efecto colinérgico en la vejiga favoreciendo el control de la micción. La solifenacina, también anticolinergica, puede ser considerada para el manejo de mujeres mayores de 65 años. Para cualquiera de estos medicamentos son preferibles las formas retardadas sobre las inmediatas.
Cuando se imposibilita la continuación del tratamiento anticolinergico, debido al exceso de efectos adversos o a que los síntomas de la OAB son demasiado severos, se considera la inyección de Onabotulinumtoxina (toxina botulínica) en el intradetrusor, bloqueando la inervación colinérgica del músculo, evitando su contracción y en consecuencia la micción.
El uso de estrógenos, particularmente estriol, puede mejorar la sintomatología de urgencia.
El flavoxato, la propantelina y la imipramina no son recomendables en el tratamiento de la mujer con vejiga hiperactiva.